# 1050-е годы
1050-е (ты́сяча пятидеся́тые) го́ды по юлианскому календарю — промежуток времени с 1 января 1050 года по 31 декабря 1059 года, включающий 1050 год 5-го десятилетия   и с 1051 по 1059 годы    6-го десятилетия XI века 2-го тысячелетия.  Они закончились 966 лет назад.

## Важнейшие события
- Восстание печенегов[англ.] в Византии (1049—1053)[1][2][3].
- Война Дзэнкунэн в Японии (1051—1063).
- Нормандское завоевание Южной Италии. Битва при Чивитате (1053), пленён папа Лев IX.
- Раскол христианской церкви (1054; Католичество, Православие).
- Битва при Атапуэрке (1054). Фердинанд I Великий провозглашён Императором всей Испании (1056).
- Смерть киевского князя Ярослава Мудрого (1054). Триумвират Ярославичей (1054—1073).
- Первое появление половцев у русских границ (1055).
- Взятие Багдада сельджуками (1055).
- Свержение императора Византии Михаила VI Стратиотика Исааком I Комнином (1057; Battle of Petroe).
- Паганское царство завоевало Татонское и монские царства (1057).
- Латеранский собор 1059 года. Установлен порядок избрания папы только кардиналами-епископами.

## Скончались
- 1054 — Ярослав Мудрый, великий князь киевский.
- 5 октября 1056 года — Генрих III, император Священной Римской империи.

## Культура
- Софийский собор в Новгороде построен (1050).
- Церковь Святого Михаила у северных ворот[англ.] в Англии (1050).
- Храм Бёдо-ин в Японии (1052).
- Пагода Тюа-Мот-Кот во Вьетнаме (1054).
- Производство бумаги на европейском континенте (1056; Хатива).
- Пагоды Ляоди (1055) и Шакьямуни (1056) в Китае.
- Монастырь Ретинг основан в Тибете (1056).